# 2001 QO297
2001 QO297, também escrito como 2001 QO297, é um objeto transnetuniano (TNO) que está localizado no cinturão de Kuiper, uma região do Sistema Solar. Ele é classificado como um cubewano. O mesmo possui uma magnitude absoluta de 5,9 e tem um diâmetro com cerca de 291 km.

## Descoberta
2001 QO297 foi descoberto no dia 19 de agosto de 2001 pelo astrônomo Marc W. Buie.

## Órbita
A órbita de 2001 QO297 tem uma excentricidade de 0,038 e possui um semieixo maior de 42,776 UA. O seu periélio leva o mesmo a uma distância de 41,141 UA em relação ao Sol e seu afélio a 44,411 UA.